# Гусейнли, Гамбар Мухтар оглы
Гамбар Мухтар оглы Гусейнли (азерб. Qəmbər Muxtar oğlu Hüseynli; 16 апреля 1916, Елизаветполь, Кавказское наместничество — 31 июля 1961, Баку) — азербайджанский композитор. Заслуженный деятель искусств Азербайджанской ССР. Автор музыки к известной детской песне «Джуджалярим».

## Биография
Гамбар Гусейнли родился 16 февраля 1916 года в городе Елисаветполь (ныне — Гянджа) Российской империи.
Потеряв родителей в раннем возрасте, он остался на попечении старшего брата.
С детства Гамбар был окружен людьми из музыкального и поэтического мира, благодаря которым познакомился с поэзией Сеида Азима Ширвани, Сабира, Аббаса Саххата, Мухаммеда Хади и многих других. Обладая хорошей памятью, он часами выучивал любимые стихи. В Гяндже в то время часто устраивались концерты мугама, где участвовали местные и приглашенные мугаматисты, в том числе прославленный Хан Шушинский. Концерты и вечера мугама отчетливо запечатлелись в памяти Гамбара. Он очень полюбил музыку, в особенности национальные инструменты тар и саз.
С 1925 года он начинает посещать начальную школу, а в 1927 поступает в только что открывшуюся по инициативе Мешади Джамиля музыкальную школу, где обучается игре на таре у известного педагога Хамзы Алиева. Два года спустя он становится студентом Гянджинского педагогического техникума.
Гамбар получил местную популярность в Гяндже, когда в 1932 году из Москвы на гастроли приехал «Восточный симфонический оркестр». За день до концерта неожиданно заболел исполнитель на таре и Гамбару предложили заменить его, что он и сделал.
После того, как в 1934 году он закончил с отличием техникум, в 1935 году Гамбар поступает в Бакинский музыкальный техникум. После окончания учебы переезжает в Шушу, где некоторое время работает директором музыкального техникума.
В 1940 году Гамбар Гусейнли возвращается в Баку, где по инициативе Узеира Гаджибекова организует при Азербайджанской государственной филармонии ансамбль сазисток. Становится его дирижером и художественным руководителем. С началом Великой Отечественной войны начинает вести активную концертную деятельность, вместе с певцами выступает в различных городах и районах республики, а в 1943 году малым составом выступает в Иране.
Из-за поддержки Ахмеда Джавада и Гусейна Джавида композитор становится жертвой репрессий советского режима. Он попадает в тюрьму и 4 года проводит там. После освобождения в 1947—1951 годах руководит Гянджинской Государственной филармонией, и время от времени пишет музыку к театральным постановкам.

## Творчество
На международном уровне композитор стал известен благодаря детской песне «Джуджалярим». Написанная в 1949 году на слова Тофика Муталлибова, она и сегодня относится к числу самых любимых детских песен не только в Азербайджане, но и за его пределами. «Джуджалярим» была переведена более, чем на 100 языков мира, являясь самой известной детской песней и визитной карточкой Азербайджана.
Гамбар написал около 100 романсов и песен. Стихотворной основой были сочинения и произведения классиков азербайджанской литературы, таких как Низами, Насими, Физули, Вагиф, Натаван, Самед Вургун, Джафар Джаббарлы, Наби Хазри, Бахтияр Вахабзаде и многие другие.

## Смерть
Скончался 1 августа 1961 года в возрасте 45 лет в Баку. Похоронен в Гяндже.

## Память
На доме, в котором композитор жил в Баку, установлена мемориальная доска. В честь него также назван Гянджинский музыкальный техникум и одна из центральных улиц Гянджи.
25 ноября 2015 года Президент Азербайджанской Республики Ильхам Алиев подписал указ о праздновании 100-летия Гамбара Гусейнли.
В 2018 году в Гяндже была открыта статуя композитора.